# T-pop
La T-pop, ou pop taïwanaise (chinois simplifié : 台湾流行音乐 ; chinois traditionnel : 台灣流行音樂 ; pinyin : táiwān liúxíng yīnyuè ; litt. « musique de variété de taïwan »), est une expression désignant la musique populaire (ou variétés) taïwanaise chantée en taïwanais (dialecte du chinois minnan), par opposition à celle chantée en chinois mandarin, langue officielle de la Chine continentale et de Taïwan.

## Histoire
Également appelée « tai-pop » (chinois simplifié : 台语流行音乐 ; chinois traditionnel : 台語流行音樂 ; pinyin : táiyǔ liúxíng yīnyuè ; litt. « musique de variété de taïwan »), et bien que locale à Taïwan, elle est populaire aux Philippines, Malaisie, Singapour, Brunei, Thaïlande et Indonésie, où elle est souvent désignée sous le vocable anglais d'hokkien songs ou foukien pop. La distinction est parfois plus complexe avec la mandopop, puisque la plupart des chansons de chanteurs comme Cyndi Wang, Ella Chen, Hebe Tien, Wang Leehom, ou Teresa Teng, sont d'abord en chinois mandarin et, plus rarement, en japonais, à l'instar de quelques chansons interprétées par Teresa Teng, qui ont été adaptées vers cette langue.
Le compositeur taïwanais Teng Yu-hsien (鄧雨賢), considéré comme le père des chansons folkloriques taïwanaises, compose deux « chansons hokkien », emblématiques de Taïwan : Bāng Chhun-hong et Rainy Night Flower (chinois : 雨夜花 ; pinyin : Yu Ye Hua. Ces deux chansons sont notamment enregistrées par Teresa Teng (鄧麗君) et Fong Fei-fei (鳳飛飛), les deux plus illustres divas originaires de l'île. Outre la version originale de Rainy Night Flower (chinois : 雨夜花 ; pinyin : Yu Ye Hua) en dialecte taïwanais, Teresa Teng a également enregistré une version en japonais, connue sous le titre Ameno Yono Hana (雨夜花) (aussi orthographié ウー・ヤー・ホエ). Les paroles retenues pour cet enregistrement sont celles de la version de 1942, œuvre du parolier Saijō Yaso.

## Terminologie
Bien que le taïwanais (ou hokkien) soit issu du chinois minnan, et les mélodies soient de forte influence chinoise, l'origine historique de la musique pop taïwanaise provient plus de la musique japonaise que de la musique chinoise,. Taïwan est en effet colonisé pendant environ 50 ans par le Japon, entre la guerre sino-japonaise et la défaite du Japon face aux États-Unis le 25 octobre 1945, date à laquelle l'île est rendue à la République de Chine avec un contrôle militaire des États-Unis, ceci sera confirmé dans le traité de San Francisco (1951) après l'établissement de la République populaire de Chine en 1949 en Chine continentale et la limitation conséquente de la République de Chine à Taïwan.
Ces musiques sont parfois appelées « pop taïwanaise autochtone » afin de les distinguer des chansons pop de Chine (mandopop) à Taïwan.

## Chanteurs notables

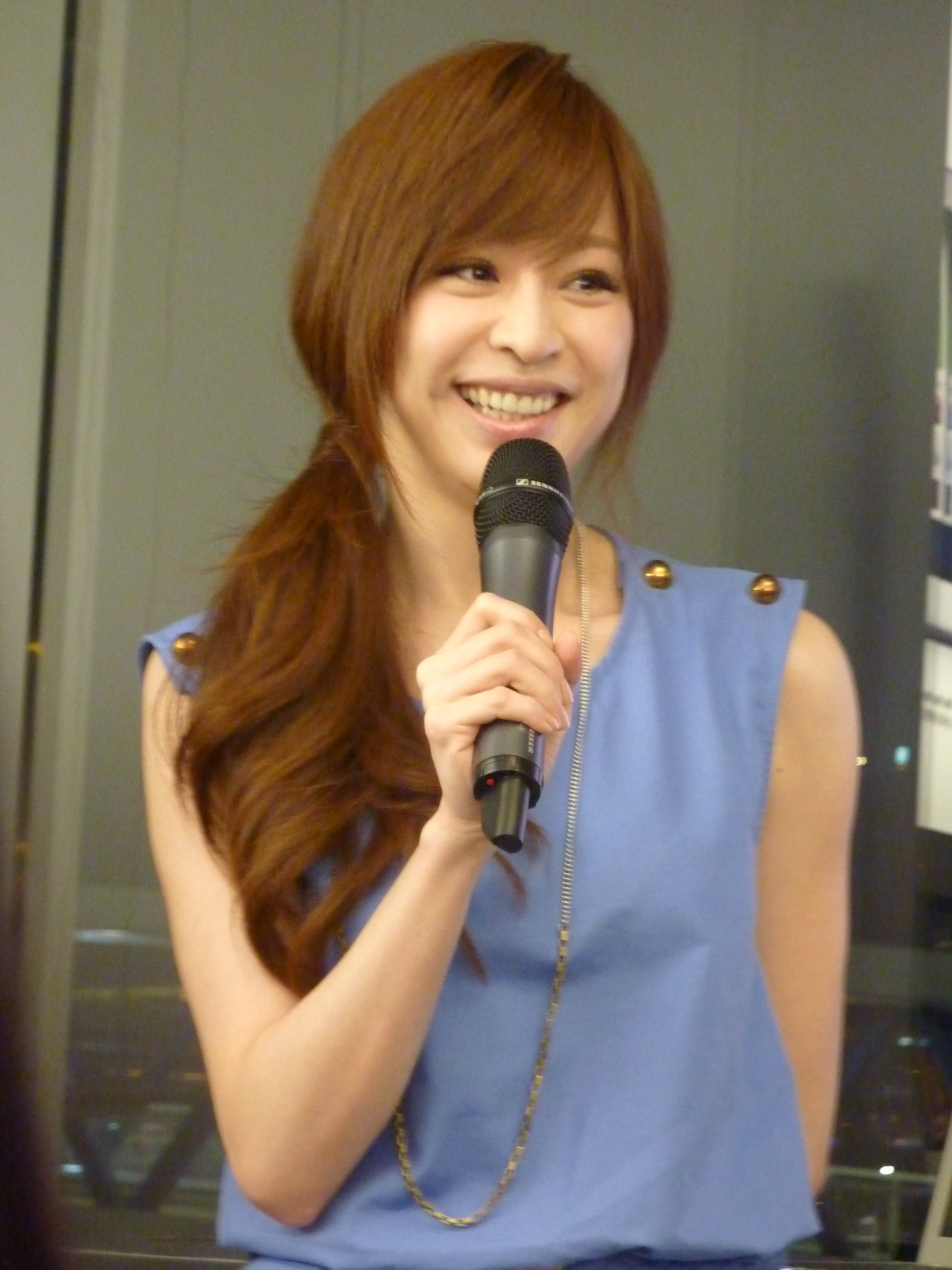
Cyndi Wang.

| Chanteur           | Nom en chinois       | Date      |
| ------------------ | -------------------- | --------- |
| A-Mei              | 張惠妹, zhāng huìmèi | 1972      |
| David Tao          | 陶喆, táo zhé        | 1976      |
| Delphine Tsai (zh) | 蔡幸娟, cài xìngjuān | 1966      |
| Fangqing           | 方晴, fāngqíng       | 1946-1999 |
| Fei Yu-ching       | 費玉清, fèi yùqīng   | 1955      |
| Fong Fei-fei       | 鳳飛飛, Fèng Fēifēi  | 1953—2012 |
| Joanna Wang        | 王若琳, wáng ruòlín  | 1988      |
| Jolin Tsai         | 蔡依林, cài yīlín    | 1980      |
| Maggie Chiang      | 江美琪, jiāng měiqí  | 1980      |
| Michelle Pan (zh)  | 潘越雲, pān yuèyún   | 1957      |
| Teresa Teng        | 鄧麗君, dèng lìjūn   | 1953—1995 |
| Tsai Chin          | 蔡琴, cài qín        | 1957      |
| Wang Leehom        | 王力宏, wáng lìhóng  | 1976      |
| Yen-j (en)         | 嚴爵, yán jué        | 1988      |